# 久御山南病院
久御山南病院（くみやまみなみびょういん）は、京都府久世郡久御山町にある医療機関である。

## 沿革
1951年（昭和26年）に開設された夜間診療所を前身とする。1966年（昭和41年）の時点で久御山町内には日本電信電話公社が設けた淀逓信病院のほかは診療所が3箇所しかなく、そのうちの1つが南診療所であった。淀逓信病院は1969年（昭和44年）に閉院となったが、1988年（昭和63年）に南診療所に病床を備えた新館が増築され、町では唯一の病院となった。
1996年（平成8年）には町内では初めてとなる訪問看護ステーション「あおぞら」を院内に設けた。1997年には院長を理事長とする社会福祉法人八康会を設立、1998年8月に特別養護老人ホーム、ケアハウス、デイサービスセンターを併設した複合施設「楽生苑」を病院の隣接地に開所した。楽生苑には2006年4月に地域包括支援センターが設置され、八康会が町から運営委託を受けている。
- 1995年04月 - 「南病院」から、「医療法人八仁会久御山南病院」に組織及び名称を変更。
- 1996年06月 - あおぞら訪問看護ステーションを開設。
- 2000年04月 - 在宅介護支援センターを開設。（現在休止中）
- 2007年08月 - ケアモールを開設し、小規模多機能型居宅介護事業所 ケアリビング「くみやま」を開設。
- 2009年01月 - 訪問リハビリテーションを開設。

## 診療科
- 内科
- 耳鼻咽喉科
- 消化器科
- 外科
- 小児科
- 眼科
- 循環器科
- 整形外科
- 呼吸器科
- リハビリテーション科

## 医療機関の指定など
- 労災保険指定病院
- 救急病院[6][7]。

## 交通アクセス
電車・路線バス
- 京阪本線淀駅より京都京阪バス21・21A・21B系統に乗車し、島田停留所下車、北へ1.1km。
- 近鉄京都線大久保駅より京都京阪バス21・21A系統に乗車し、島田停留所下車、北へ1.1km。
  - 当路線はJR奈良線新田駅・宇治駅、および京阪宇治線宇治駅からも利用できる。

当院送迎バス
- 北コース（相島・一口方面）・南コースA（生津方面）・南コースB（佐山・久御山団地方面）の3路線が町内に運行されているが、何れも1日数便の運行となっている。
- 最寄駅から当バスの運行エリアまで路線バスを利用し、乗り継ぐ方法もある。

この場合であれば、近鉄大久保駅～京阪中書島駅（25系統など）や、松井山手駅～まちの駅イオン久御山店前（17・17A系統）の便も利用することができる。
自動車
- 国道1号「久御山森」交差点を西へ約1.3km。